# Koziyat rog
Koziyat rog é um filme de drama búlgaro de 1972 dirigido e escrito por Metodi Andonov. Foi selecionado como representante da Bulgária à edição do Oscar 1973, organizada pela Academia de Artes e Ciências Cinematográficas.

## Elenco
- Katya Paskaleva - Maria
- Anton Gorchev - Karaivan
- Milen Penev - Ovcharyat
- Todor Kolev - Deli
- Kliment Denchev - Turchin
- Stefan Mavrodiyev - Mustafa